# Panoquina
Panoquina is een geslacht van vlinders van de familie dikkopjes (Hesperiidae), uit de onderfamilie Hesperiinae.

## Soorten
- P. arrans (Skinner, 1893)
- P. bola Bell, 1942
- P. confusa Mielke, 1968
- P. corrupta (Herrich-Schäffer, 1865)
- P. chapada Evans, 1955
- P. evadnes (Stoll, 1781)
- P. fusina (Hewitson, 1868)
- P. hecebolus (Scudder, 1872)
- P. jumbo Evans, 1955
- P. lucas (Fabricius, 1793)
- P. luctuosa (Herrich-Schäffer, 1869)
- P. nero (Fabricius, 1798)
- P. ocola (Edwards, 1863)
- P. panoquin (Scudder, 1863)
- P. panoquinoides (Skinner, 1892)
- P. pauper (Mabille, 1878)
- P. peraea (Hewitson, 1866)
- P. sylvicola (Herrich-Schäffer, 1865)
- P. trix Evans, 1955